# Tina Richter-Vietor
Tina Richter-Vietor, née en 1975 à Aix-la-Chapelle et décédée le 4 août 2007 à Schenefeld, était une cavalière de concours complet. Elle trouve la mort à la suite d'une chute de cheval lors des championnats d'Allemagne.
Championne d'Allemagne par équipe en titre, Tina Richter-Vietor avait été deux fois deuxième des championnats d'Europe espoirs.